# Роботизированное искусство
Роботизированное искусство (англ. Robotic art) — в широком смысле вид искусства, в котором используются технологии автоматизации или робототехники. 

## Инсталляция
Роботизированные инсталляции запрограммированы на взаимодействие со зрителем благодаря наличию датчиков и исполнительных устройств. Поведение таких инсталляций может меняться в зависимости от действий зрителя или желания художника, что отличает подобные произведения от других произведений кинетического искусства.
В 1970—1974 года  в Нидерландах демонстрировалась работа Эдварда Игнатовича Senster. В ней использовались датчики и гидравлические приводы, которые реагировали на звук и движения людей, оказавшихся рядом.

## Перфоманс

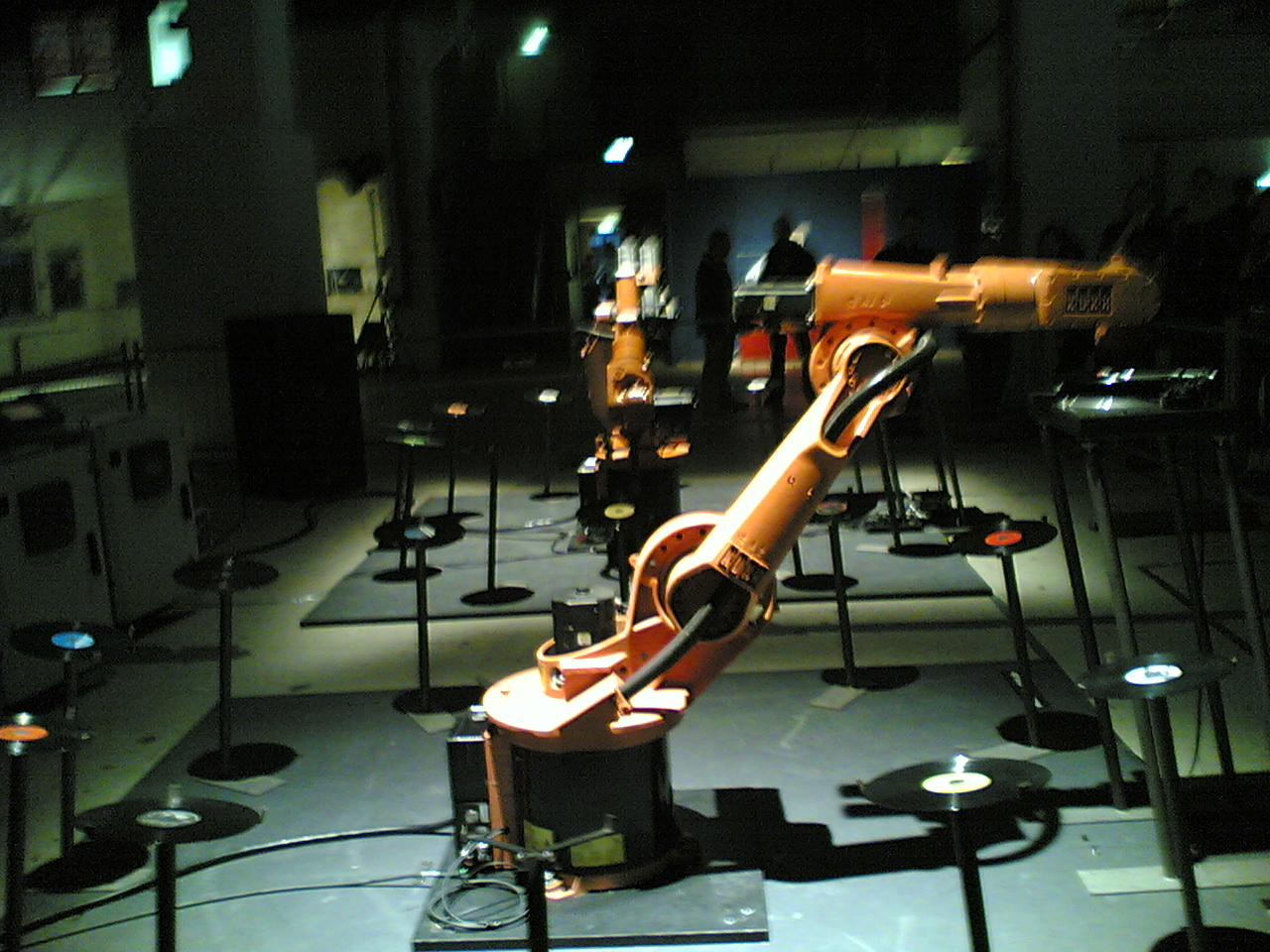
Инсталляция Juke Bots, созданная RobotLab, в которой два робота играют роль диджеев

Роботизированный перфоманс или роботизированный театр использует роботов в качестве исполнителей. В роботизированном перфомансе иногда задействуются большие и сложные конструкции. Швейцарский скульптор Жан Тенгели (1925—1991) создавал кинетические скульптуры из промышленного мусора. Они представляли собой невероятные галлюцинаторные машины, которые совершали непредсказуемые действия, пока не приходили к неизбежному трагическому концу, часто представлявшим собой самоуничтожение. Его «Посвящение Нью-Йорку» (Homage to New York, 1960) высотой 7 м и длиной 8,2 м, созданное из деталей велосипедов и музыкальных инструментов, было установлено в саду скульптур Нью-Йоркском музее современного искусства. Работа неожиданно загорелась и самоуничтожилась перед толпой зрителей.
Из-за разных обстоятельств и сложностей, связанных с созданием подобных перфомансов, исторически лишь половина из них была официально разрешена, а другая готовилась и исполнялась подпольно. Пионером андеграундного роботизированного искусства считается Survival Research Laboratories из Сан-Франциско. Также в Сан-Франциско работали OmniCircus Фрэнка Гарви и Amorphic Robot Works Чико Макмертри, которые были одними из первых роботизированных музыкально-театральных групп, в которых актёры, танцоры и музыканты работали вместе с механическим исполнителями. Робот-ансамбль OmniCircus представлял собой роботизированный «квартал красных фонарей» — труппу выполненных в натуральную величину механических попрошаек, проституток, наркоманов и уличных проповедников. Они участвовали в спектаклях и фильмах и перфомансах на улицах города. В Области залива Сан-Франциско действовали и другие роботизированные ансамбли, включая крупномасштабные роботизированные инсталляции Кена Ринальдо, Mechanical Sound Orchestra Мэтта Хеккерта, Seemen Кала Спеллетича, группы Карла Писатуро и Алана Рата. Это позволяет назвать Область залива центром роботизированного искусства.
Немецкая группа художников RobotLab использует промышленных роботов KUKA для публичных выступлений. Одна из инсталляций группы — Juke Bots, в которой две роботизированные руки создают музыку, манипулируя пластинками на проигрывателе.

## Выставки
С 2002 года шоу ArtBots проводит выставки робототехники, на которых представлены работы художников со всего мира. Участники каждого шоу выбираются по заявкам на открытом конкурсе. Работы отбираются таким образом, чтобы представлять  всеобъемлющий срез огромного диапазона роботизированного творческого.
В 2004 году культурная столица Европы Лилль организовала выставку Robots!, на которой свои работы представили такие художники как Чико Макмертри, Dead Chickens, Тео Янсен, а также различные исследовательские коллективы, работающих в Массачусетском технологическом институте и Институте робототехники гуманоидов Университета Васеда (Токио).
В 2014 году в парижском Городке науки и индустрии в 2014—2015 годах прошла выставка под названием «Роботизированное искусство». На ней были представлены монументальные работы Le Chemin de Damastès Жана Мишеля Брюера — 50-метровая кинетическая скульптура, состоящая из 21 компьютеризированной больничной кровати; Totemobile Чико Макмертри — Citroën DS в натуральную величину, который за несколько минут трансформировался на тотем высотой 18 метров; и две работы Сиро Такатани и Кристиана Партоса, специально разработанные для 3D Water Matrix, роботизированного комплекса, предназначенного для создания трёхмерной анимации из жидкости.
В 2018 году в Большом дворце в Париже состоялась выставка Artists & Robots, на которой были представлены работы, созданные с помощью роботов более чем сорока художниками.

## Представители направления
В направлении работают следующие современные художники: 
- Макс Дин
- Майва Денки
- Кен Фейнгольд
- Пламенные девушки из лотоса
- Артур Гансон[4]
- Фрэнк Гарви и OmniCircus
- Кен Голдберг
- Дженко Гулан
- Немо Гулд
- Гранат Герц
- Сюн Ито
- Тео Янсен
- Чико МакМертри
- Леонель Моура
- Zaven Paré
- Марк Полин
- Кел Спеллетих & Survival Research Laboratories
- Эрик Полос
- Саймон Пенни
- Кен Ринальдо
- Кристиан Ристоу
- Стеларк
- Пиндар Ван Арман[5]
- Джей Вэнс (Захвачено! Роботами)
- Джефф Вебер
- Норман Уайт
- ::vtol::
- Куда бегут собаки